# C.G. Junginstitutet

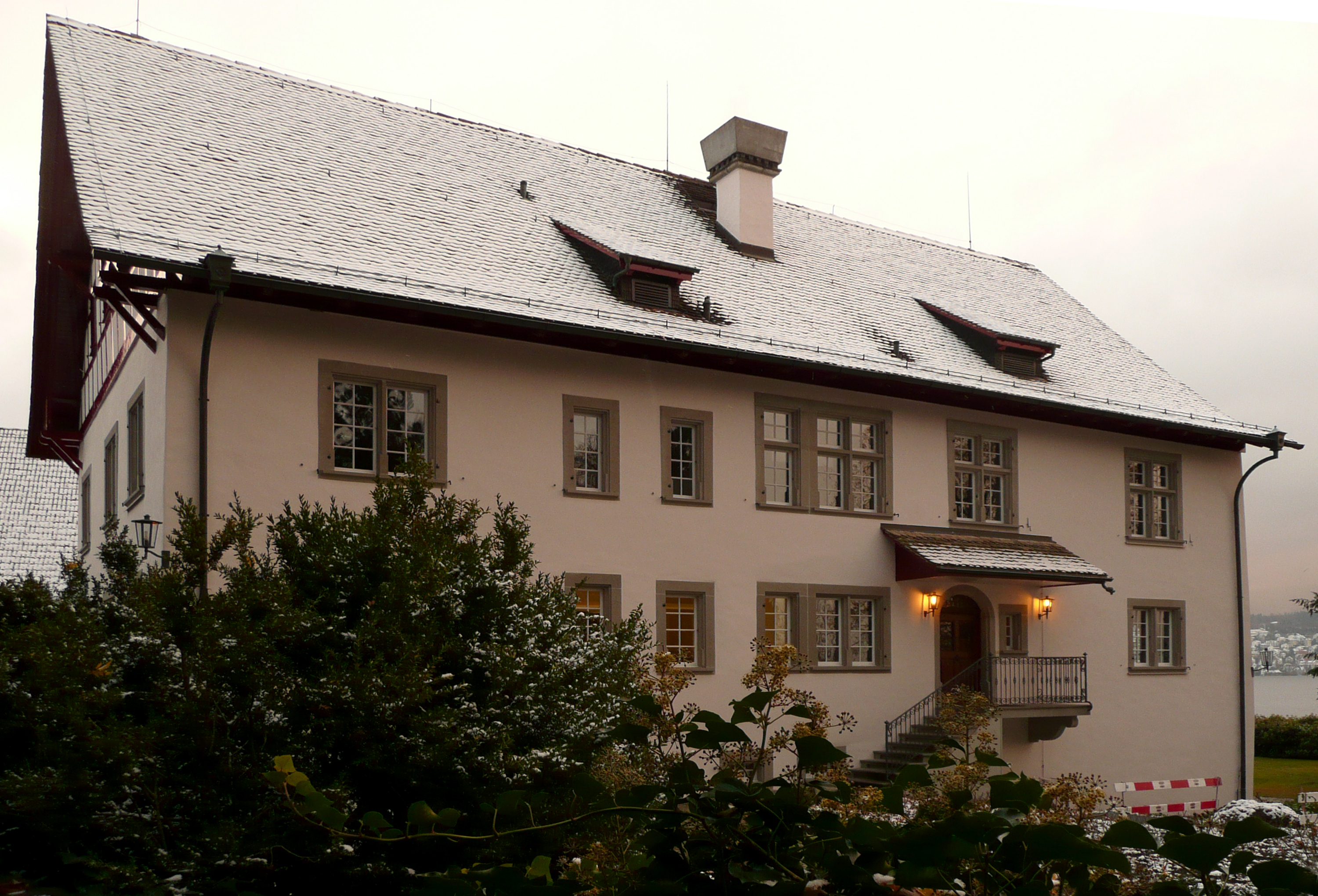
C.G. Jung-institutet i Küsnacht.

C.G. Jung-institutet i Küsnacht, kantonen Zürich, bildades 1948 av psykiatern Carl Gustav Jung, den analytiska psykologins upphovsman. Vid grundandet deltog även Marie-Louise von Franz och Jolande Jacobi. Institutet grundades för att kunna genomföra utbildning och forskning i analytisk psykologi och analytisk psykoterapi. C.G. Jung ledde verksamheten fram till sin död 1961. Institutets bibliotek omfattar 15 000 böcker och tidskrifter på temat jungiansk psykologi.